# Hieracium demissum
Hieracium demissum es una especie de planta con flor del género Hieracium, de la familia Asteraceae, orden Asterales.

## Distribución
Hieracium demissum se distribuye por Islandia.

## Taxonomía
Fue descrita científicamente por (Strömfelt) Dahlst. Fue publicada en Ark. Bot.